# Trận Thạch Đình
Trận Thạch Đình (chữ Hán: 石亭之戰, Thạch Đình chi chiến) diễn ra giữa hai nước Tào Ngụy và Đông Ngô vào năm 228 trong thời kỳ Tam Quốc của Trung Quốc. Trận chiến kết thúc với chiến thắng thuộc về quân Ngô.

## Trận đánh
Thái thú Bà Dương của Đông Ngô là Chu Phường đã dâng kế lên Ngô đế Tôn Quyền, theo đó, mình sẽ viết thư trá hàng để gài bẫy Đại tư mã của Tào Ngụy là Tào Hưu. Tào Hưu quả nhiên bị mắc lừa, nên đã dẫn quân tiến vào Hoãn (皖; ngày nay là huyện Tiềm Sơn, An Huy). Ngụy đế Tào Duệ khi đó đã lệnh cho Giả Quỳ đốc suất Tiền tướng quân Mãn Sủng, Thái thú Đông Hoãn Hồ Chất đều động 4 cánh quân từ phía Tây sang phía Đông để hỗ trợ cho Tào Hưu. Ngoài ra, Tư Mã Ý cũng được phái lĩnh binh tiến xuống Giang Lăng để gia tăng thanh thế và tiếp viện khi cần thiết. 
Để đối phó, Ngô đế Tôn Quyền thăng Lục Tốn làm Đô đốc và lệnh cho chỉ huy cuộc tấn công vào Tào Hưu. Trên đường đi đến Hoãn, Tào Hưu đã rơi vào ổ phục kích của quân Ngô, bị thiệt hại nặng, nên đã ra lệnh rút quân về Thạch Đình. Quân Ngụy rút chạy hoảng loạn và nhiều người đã đào ngũ, bỏ lại vũ khí, áo giáp và trang bị.
Sau khi thất bại, Tào Hưu đã viết một bài biểu trần tình gửi Ngụy đế Tào Duệ để tạ tội. Sau khi nhận ra mình đã bị Chu Phường lừa, Tào Hưu cảm thấy xấu hổ đến mức không dám trở về triều đình. Nghĩ rằng mình vẫn còn binh lực mạnh hơn quân Ngô, Tào Hưu quyết định quay lại giao chiến với quân Ngô do Lục Tốn chỉ huy. Lục Tốn đích thân chỉ huy lực lượng trung quân, lệnh cho Chu Hoàn và Toàn Tông công kích hai cánh trái phải. Ba đội quân đồng loạt tiến lên, công kích quyết liệt vào đạo quân của Tào Hưu. Quân Ngụy vỡ trận và tháo chạy, bị quân Ngô truy kích đến Giáp Thạch, tiêu diệt khoảng 1 vạn quân Ngụy và thu được rất nhiều trang bị chiến lợi phẩm. Lục Tốn sau đó tập hợp quân lại rút về; khi đi qua Vũ Xương (武昌; ngày nay là Ngạc Châu, Hồ Bắc), Tôn Quyền đã ra lệnh cho người hầu của mình che lọng cho Lục Tốn khi ra vào cửa cung điện.
Tôn Quyền đã ban thưởng rất hậu cho Lục Tốn. Những vinh dự mà Lục Tốn nhận được không ai sánh bằng trong thời đại đó. 
Tào Hưu may mắn thoát khỏi chiến trường, giữ được mạng sống. Ông qua đời vài tháng sau đó vì nhiễm trùng da ở lưng do vết thương trong trận chiến.
Theo giai thoại, lúc đầu Tào Hưu không tin tưởng Chu Phường. Chu Phường cắt phăng mái tóc của mình để chứng minh "lòng trung thành". Trong mọi trường hợp, Chu Phường đều biết rõ địa hình nên ban đầu dẫn Tào Hưu vào một khoảng đất trống để quân Ngụy có thể dựng trại. Tuy nhiên, trước khi đi, Giả Quỳ đã khuyên Tào Hưu không nên tin Chu Phường. Tào Hưu không những không để ý đến lời nói của Giả Quỳ mà còn mắc mưu của Chu Phường. Ông đã cách chức Giả Quỳ và dẫn 7 vạn quân dưới quyền đi thẳng vào bẫy. 
Mặc dù vậy, Giả Quỳ vẫn đi theo và giúp Tào Hưu thoát được quân Ngô truy đuổi. Vì điều này, Giả Quỳ đã được Ngụy đế Tào Duệ hết sức khen ngợi. Giả Quỳ sau đó lâm bệnh qua đời không lâu sau cái chết của Tào Hưu.